# 간지 (보츠와나)
간지(Ghanzi)는 보츠와나 서부와 칼라하리 사막 중부에 위치한 도시로, 간지 구의 행정 중심지이며 인구는 9,934명(2001년 기준)이다. 높이는 1,100~1,230m, 평균 연간 강수량은 375mm이며 가보로네(보츠와나의 수도)에서 북서쪽으로 546km, 나미비아 국경에서 66km 정도 떨어진 곳에 위치한다.